# Franz Polzer
Franz Polzer (* 18. Februar 1929 in Kohfidisch) ist ein österreichischer Landesbeamter in Ruhe und ehemaliger Politiker (SPÖ). Er war von 1982 bis 1991 Abgeordneter zum Burgenländischen Landtag.

## Leben
Polzer wurde als Sohn des Maurers Franz Polzer aus Kohfidisch geboren und besuchte nach der Volks- und Hauptschule die Technische Lehranstalt in Graz. Er arbeitete in der Folge als Vermessungstechniker bei der Agrarbezirksbehörde Graz und war ab 1964 bei der Gütewegbauabteilung des Baubezirksamtes Oberwart beschäftigt. Ab 1950 war Polzer Angestellter beim Amt der Burgenländischen Landesregierung und arbeitete in der Abteilung für agrartechnische Angelegenheiten. 
Polzer ist verheiratet und hat 3 Söhne, 6 Enkelkinder, und 3 Urenkel.

## Politik
Polzer engagierte sich lokalpolitisch in seiner Heimatgemeinde und war von 1967 bis 1989 Bürgermeister von Kohfidisch. Er war zudem ab 1983 Mitglied des SPÖ-Landesparteivorstandes und zwischen 1973 und 1982 Aufsichtsrat der BEWAG. Polzer vertrat die SPÖ vom 18. Jänner 1982 bis zum 18. Juli 1991 im Burgenländischen Landtag. 